# Hole Cards

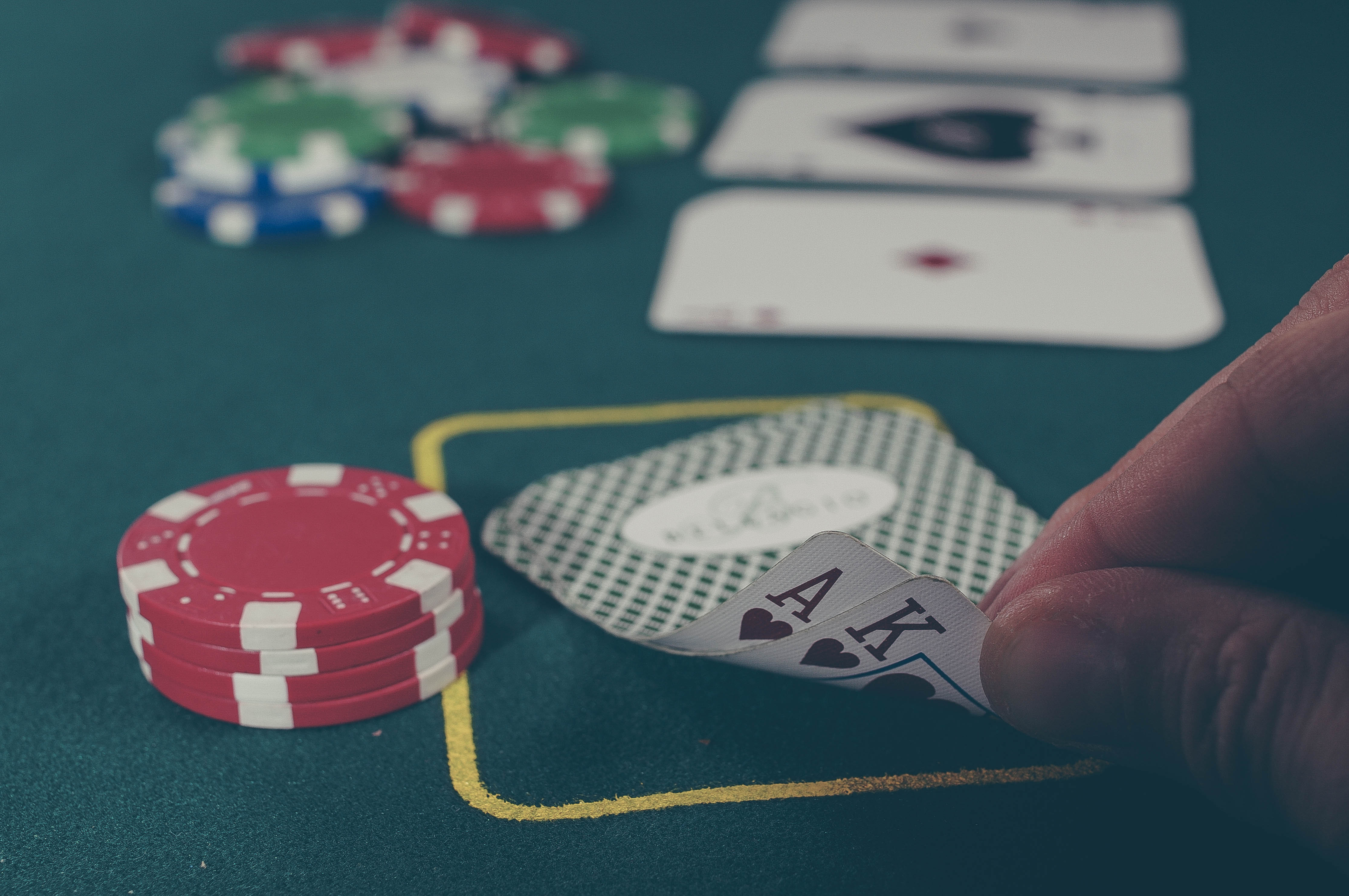
Ein Spieler beim Betrachten seiner Hole Cards

Der Begriff Hole Cards ([ˈhəʊl kɑɹds]; auch Pocket Cards oder Down Cards) bezeichnet bei einigen Pokervarianten die Karten, die jeder teilnehmende Spieler zu Beginn einer jeden Runde verdeckt erhält und die nur dieser Spieler zur Bildung seiner Hand verwenden darf. Damit bilden sie das Gegenstück zu den Community Cards. Beim Texas Hold’em erhält jeder Spieler zwei verdeckte Karten, beim Omaha Hold’em vier verdeckte Karten.
Beim Betrachten der Hole Cards kann es dazu kommen, dass der Spieler einem aufmerksamen Mitspieler unabsichtlich Details über diese Karten verrät. Werden zum Beispiel drei Karos gefloppt und der Spieler sieht noch einmal seine verdeckten Karten an, kann der Gegner das als Indiz dafür werten, dass der Spieler zumindest eine rote Karte hält, da er scheinbar nochmal überprüft, ob er ein Karo hält. Diese Verhaltensweise wird aber auch oft von erfahrenen Spielern verwendet, um dem Gegner einen Bluff als starke Hand erscheinen zu lassen.
Einige Spieler „beschützen“ ihre Hole Cards mit einem sogenannten Card Guard bzw. Card Protector, einem Gegenstand, den man auf seine Hole Cards legt, um zu signalisieren, dass man in der aktuellen Hand bleiben will.